# Карасуський сільський округ (Тарбагатайський район)
Карасуський сільський округ (каз. Қарасу ауылдық округі, рос. Карасуский сельский округ) — адміністративна одиниця у складі Тарбагатайського району Східноказахстанської області Казахстану. Адміністративний центр — село Карасу.
Населення — 1632 особи (2021; 2054 у 2009, 3291 у 1999, 3568 у 1989).
Станом на 1989 рік існувала Карасуська сільська рада (села Бакей, Біла школа, Доручасток, Карасу, Утеген, Шолакорда), село Карой перебувало у складі Куйганської сільради. 1998 року до складу округу було передане село Карой зі складу Куйганського сільського округу. Село Бакей було ліквідоване 2008 року. 2015 року зі складу округу було передано територію площею 15,49 км² до складу Тугильської селищної адміністрації. 2024 року ліквідовано село Отеген.

## Склад
До складу округу входять такі населені пункти:
| Населений пункт  | Старі назви             | Населення, осіб (1989) | Населення, осіб (1999) | Населення, осіб (2009) | Населення, осіб (2021) |
| ---------------- | ----------------------- | ---------------------- | ---------------------- | ---------------------- | ---------------------- |
| Акмектеп, село   | Біла школа              | 828                    | 524                    | 366                    | 288                    |
| --Карахан, село  | -                       | -                      | -                      | -                      | 1                      |
| Бакей, село      | -                       | 257                    | 81                     | -                      | -                      |
| Жолкурилис, село | Доручасток, Жол-Курилис | 85                     | 86                     | 81                     | 31                     |
| Караой, село     | Карой                   | 213                    | 160                    | 133                    | 99                     |
| Карасу, село     | -                       | 1466                   | 1563                   | 951                    | 914                    |
| Отеген, село     | Утеген                  | 449                    | 381                    | 195                    | 104                    |
| Шолакорда, село  | Шолак-Орда              | 483                    | 496                    | 328                    | 195                    |